# Gonzalo Puente Ojea
Gonzalo Puente Ojea (Cienfuegos [Cuba], 21 de julio de 1924-Guecho [España], 10 de enero de 2017) fue un ensayista y diplomático español. El desempeño de distintos puestos y destinos diplomáticos le permitió conocer tanto a los más importantes políticos franquistas como a algunos de los principales personajes que llevaron adelante la transición política española. Fue autor de numerosos libros sobre temas religiosos y de historia de la religión, la mayoría editados y reeditados por Siglo XXI de España Editores (Madrid).

## Carrera diplomática
Nacido en Cuba, de familia gallega, tras terminar sus estudios de Derecho en Madrid, Puente Ojea ingresó en la Escuela Diplomática y en 1950 se incorporó como secretario de embajada al Ministerio de Asuntos Externos. Tras haber ejercido como cónsul adjunto en el consultado general de España en Marsella (Francia) en 1953, fue nombrado cónsul en 1956 en la ciudad de Mendoza (Argentina).
En 1961 regresó a Madrid y al año siguiente fue designado director de la Sección de Política Cultural del Mundo Árabe en la Dirección General de Relaciones Culturales.
Posteriormente fue destinado a la embajada de España en Atenas (Grecia).
Durante el Gobierno de Felipe González fue nombrado subsecretario del Ministerio de Asuntos Exteriores por el ministro Fernando Morán y, posteriormente, embajador de España ante la Santa Sede (1985-1987) por Francisco Fernández Ordóñez. Su nombramiento causó revuelo entre quienes pensaban que su ateísmo declarado (además de estar divorciado), resultaba ofensivo para desempeñar el cargo.
Sus críticos argumentaron que no se enviaría a un antiestadounidense como embajador español ante el Gobierno de los Estados Unidos. En su defensa, Puente Ojea dijo que tampoco se le exigía a un embajador estadounidense que fuese comunista para ejercer en Moscú (Unión Soviética).[cita requerida]
En 1987, con 63 años, se jubiló de la carrera diplomática con el título de «embajador de España».

### Cargos y nombramientos
- 1953: cónsul adjunto en el consulado de Marsella (Francia)
- 1956: cónsul en la ciudad de Mendoza (Argentina)
- 1973: ministro plenipotenciario (carrera diplomática)
- 1975: ministro plenipotenciario en Asuntos Culturales en la embajada en París (Francia)
- 1980: cónsul general en Chicago (Estados Unidos)
- subsecretario del Ministerio de Asuntos Exteriores
- 1985 a 1987: embajador de España ante la Santa Sede (Ciudad del Vaticano).

## Pensamiento

### Defensa del ateísmo y crítica a la religión
A Puente Ojea se le considera un monista materialista.
En el I Concilio Ateo de Toledo (España) de 2007, organizado por la Federación Internacional de Ateos, manifestó que los españoles son «gentes alienadas e intolerantes». También afirmó que «muchos de los problemas que tiene planteada la sociedad española se pueden encauzar razonablemente haciendo un análisis efectivo contra la superstición y contra los estereotipos heredados del pasado» y que «la sociedad española, contra lo que se dice, es todo menos tolerante, empezando por el Gobierno y siguiendo por la Iglesia, y en definitiva, por la población que es presa y víctima de esas actitudes de intolerancia».[cita requerida]

## Obras publicadas
Como autor
- 1955: Problemática del catolicismo actual.
- 1956: Fenomenología y marxismo en el pensamiento de M. Merleau-Ponty.
- 1966: De la función y el destino de las ideologías.
- 1974: Ideología e historia. El fenómeno estoico en la sociedad antigua. Madrid: Siglo XXI, primera edición, 1974. Cuarta edición, 1994.
- 1974: Ideología e historia. La formación del cristianismo como fenómeno ideológico. Madrid: Siglo XXI, 1974; tercera edición con nuevo proemio, 1984.
- 1989: Imperium crucis: consideraciones sobre la vocación de poder en la Iglesia católica, 1989, 136 págs.
- 1992: El evangelio de Marcos. Del Cristo de la fe al Jesús de la historia. (Madrid: sin editorial, 1.ª edición: marzo de 1992; tercera edición: abril de 1998) Vista previa en Gooble Libros
- 1995: Elogio del ateísmo. Los espejos de una ilusión. (Madrid, 1.ª edición, abril de 1995; segunda edición, julio de 1995)
- 2000: El mito de Cristo. Madrid: sin editorial, 1.ª edición, marzo de 2000; segunda edición, junio de 2000) Vista previa en Google Libros
- 2000: El mito del alma. Ciencia y religión (Madrid: sin editorial, 1.ª edición, mayo de 2000) Vista previa en Google Libros
- 2001: Ateísmo y religiosidad. Reflexiones sobre un debate. Madrid: sin editorial, 1.ª edición, febrero de 1997; segunda edición, junio de 2001)
- 2001: Fe cristiana, Iglesia, poder. Madrid:, 1.ª edición, noviembre de 1991; cuarta edición, 2001)
- 2002: Opus minus. Una antología. Madrid: sin editorial, 1.ª edición, 2002. Vista previa en Google Libros
- 2003: La andadura del saber. Piezas dispersas de un itinerario intelectual. Madrid: sin editorial, 1.ª edición, mayo de 2003. Vista previa en Google Libros
- 2005: Animismo. El umbral de la religiosidad, escrita con una segunda parte a cargo de Ignacio Careaga Villalonga (Madrid: sin editorial, 1.ª edición, abril de 2005) Vista previa en Google Libros
- 2007: Elogio del ateísmo. Los espejos de una ilusión. Madrid: Siglo XXI, 2007. (edición ampliada y revisada). ISBN 84-323-1308-4, ISBN 978-84-323-1308-0 Vista previa en Google Libros
- 2007: Vivir en la realidad. Madrid (España): sin editorial, 2007.
- 2008: «Reflexións sobre un tigre protestante. Unha conversa con Gonzalo Puente Ojea» (entrevista de Laureano Xoaquín Araujo Cardalda), Revista de Investigaciones Políticas y Sociológicas (RIPS), vol. 7, n.º 2, págs. 79-106; 2008.
- 2008: La existencia histórica de Jesús. Las fuentes cristianas y su contexto judío. Madrid: Siglo XXI, 1.ª edición, septiembre de 2008.
- 2009: La religión ¡vaya timo! Pamplona (Navarra): sin editorial, 2009, ISBN 978-84-92422-09-8
- 2011: La cruz y la corona. Las dos hipotecas de la Historia de España. Tafalla (País Vasco): Txalaparta, 2011. ISBN 978-84-81366-13-6. Laetoliq=la%20cruz%20y%20la%20corona&f=false Vista previa en Google Libros
- 2012: Crítica antropológica de la religión. Las sendas equivocadas del conocimiento humano. Madrid (España): Signifer Libros, 2012.
- 2013: Ideologías religiosas. Los traficantes de milagros y misterios. Tafalla: Txalaparta, abril de 2013)

Como prologuista y colaborador
- 1995: Fernando de Orbaneja: La iglesia no posee la verdad. Madrid: Ediciones Libertarias, 1995. ISBN: 9788476833889
- 2000: González Salinero, Raúl (2000): El antijudaísmo cristiano occidental, IV y V. Madrid: Trotta, 2000, ISBN 84-8164-331-9, ISBN 978-84-8164-331-2 318 págs.
- 2002: Álvaro Borghini: Jesús de Nazaret, el hombre hecho Dios: estudio filológico de los Evangelios y primeros escritos cristianos, Siglo XXI de España Editores, 2002. ISBN 84-323-1091-3, ISBN 978-84-323-1091-1, 158 páginas. Vista previa en Google Libros